# بيل فيرنون
بيل فيرنون (بالإنجليزية: Bill Vernon)‏ هو مقدم برامج إذاعية ودي جيه أمريكي، ولد في 4 يوليو 1937 في نيويورك في الولايات المتحدة، وتوفي في 20 نوفمبر 1996.

## وصلات خارجية
- بيل فيرنون على موقع ميوزك برينز (الإنجليزية)
- بيل فيرنون على موقع ديسكوغز (الإنجليزية)